# Участок особого научного значения
Участок особого научного значения (англ. Site of Special Scientific Interest; SSSI) — термин, обозначающий охраняемый законом памятник природы в Великобритании.
Специальный охраняемый статус получают памятники природы биологического и геологического значения в соответствии со специальными правилами выбора.
Биологический статус могут получить места обитания различных таксономических групп (птиц, насекомых, рептилий, земноводных). Для каждой из этой групп предусмотрены свои отдельные критерии отбора. Статус местности предполагает сохранение естественных и искусственных процессов, приведших к развитию и выживанию популяций. К примеру, пастбища для выпаса скота сохраняются.
Для получения геологического статуса специалисты по геологии с помощью научных работ выбирают местность, представляющую научный интерес для её сохранения.
Статус может быть получен для любого участка земли, который представляет особый интерес в силу своей фауны, флоры, геологических, физико-географических или геоморфологических особенностей.
Получившие статус территории защищены законом от нового строительства и какого-либо вмешательства, которое может нанести им вред. С 2000 года наказывается также пренебрежительное отношение к землям.